# تيرينس كوبر
تيرينس كوبر (بالإنجليزية: Terence Cooper)‏ هو مؤلف ورسام وكاتب وممثل بريطاني، ولد في 5 يوليو 1933 في المملكة المتحدة، وتوفي في 16 سبتمبر 1997 في أستراليا.

## أعمال

### أفلام
- (1967) كازينو رويال[1][2][3]
- (1987) لا مفر

## وصلات خارجية
- تيرينس كوبر على موقع IMDb (الإنجليزية)
- تيرينس كوبر على موقع ألو سيني (الفرنسية)
- تيرينس كوبر على موقع أول موفي (الإنجليزية)
- تيرينس كوبر على موقع قاعدة بيانات الأفلام السويدية (السويدية)
- تيرينس كوبر على موقع قاعدة بيانات الفيلم (الإنجليزية)
- تيرينس كوبر على موقع كينوبويسك (الروسية)